# 天主教雷耶斯宗座代牧區
天主教雷耶斯宗座代牧區（拉丁語：Vicariatus Apostolicus Reyesensis）是玻利維亞一個羅馬天主教宗座代牧區，直屬聖座。
宗座代牧區於1942年9月1日成立，管轄玻利維亞西北部，2010年時有教友112,000人（佔轄區總人口74.7%）、十五個堂區和十四名司鐸。現任宗座代牧為瓦爾多·勒烏本·巴里奧努埃沃-拉米雷斯，榮休宗座代牧為嘉祿·比爾格萊爾。